# Mayo-Danay
Mayo-Danay is een departement in Kameroen, gelegen in de regio Extrême-Nord. De hoofdstad van het departement heet Yagoua. De totale oppervlakte bedraagt 5 303 km². Er wonen 529 061 mensen in Mayo-Danay.

## Arrondissementen
Mayo-Danay is onderverdeeld in elf arrondissementen:
- Datcheka
- Gobo
- Gueme
- Guere
- Kai-Kai
- Kalfou
- Kay-Hay
- Maga
- Tchati-Bali
- Wina
- Yagoua